# Откраднати мечти
Откраднати мечти (на турски: Yaralı Kuşlar, в най-близък превод Ранени птици) е турски сериал, премиерно излъчен през 2019 г. Сериалът е продуциран от създателите на Намери ме.

## Излъчване
| Сезон | Епизоди | Начало на сезона | Край на сезона  | Всички епизоди | ТВ сезон | ТВ канал | Дата и час              |
| ----- | ------- | ---------------- | --------------- | -------------- | -------- | -------- | ----------------------- |
| 1     | 165     | 1 април 2019     | 29 ноември 2019 | 1 – 165        | 2019     | Kanal D  | всеки делник (17:15 ч.) |

### В България
| Сезон | Епизоди | Начало на сезона | Край на сезона    | Всички епизоди | ТВ сезон       | ТВ канал                                       | Дата и час                          |
| ----- | ------- | ---------------- | ----------------- | -------------- | -------------- | ---------------------------------------------- | ----------------------------------- |
| 1     | 181     | 18 април 2022 г. | 12 януари 2023 г. | 1 – 181        | 2022 – 2023 г. | Нова ТВ (до 142 еп.)/Диема Фемили (от 143 еп.) | всеки делничен ден (17:00/16:30 ч.) |

В България сериалът започва на 18 април 2022 г. по Нова ТВ, а от 21 ноември продължава своето излъчване без прекъсване вече по Диема Фемили и завършва на 12 януари 2023 г. На 5 юни започва повторно излъчване и завършва на 28 февруари 2024 г. Ролите се озвучават от Христина Ибришимова, Ася Братанова, Нина Гавазова, Силви Стоицов, Христо Узунов и Александър Воронов.

## Сюжет
Мерием е красива млада жена от беден квартал, която през последните пет години се грижи за доведения си брат Йомер. Малкото момче е отвлечено и разделено от богатото си семейство Метеханолу, като бащата на Мерием – Дурмуш, подслонява Йомер в дома си. Биологичният му баща и влиятелен бизнесмен Левент Метеханолу, изгубил и съпругата си в трагичен инцидент, безуспешно издирва сина си. Съдбата обаче отново събира Левент и Йомер без двамата да подозират за родствената си връзка. Постепенно Левент и Мерием се влюбват.

## Актьорски състав
- Гизем Аръкан – Мерием Челик
- Али Ясин Йозегемен – Левент Метеханолу
- Емре Мете Сьонмез – Ефе Метеханолу
- Йозгюр Йозберк – Текин Авджъ
- Джемре Мелис Чънар – Мелис Сърач
- Хасан Баллъкташ – Дурмуш Челик
- Утку Чорбаджъ – Бахадър Метеханолу
- Айшен Инджи – Улвие Метеханолу
- Елиф Ерол – Хюлия Метеханолу (1 – 98)
- Арзу Янардаа – Хюлия Метеханолу (117 – 165)
- Джанан Каранлък – Нермин Челик
- Емре Чалтълъ – Джемил Башар
- Тууба Тутуу – Айше Кълъч
- Нурай Еркол – Айсел Йозер
- Сезгин Ърмак – Доан Узун
- Джерен Явуз – Аслъ Йозер
- Озан Туран – Яшар Кая
- Емек Бююкчелик Уяр – Сафие Кълъч
- Ада Чапа – Дилсиз
- Ердем Ерен Аяз – Чамур
- Саид Еге Йълдърим – Миник
- Мерт Атеш – Чита
- Лале Генчтюрк – Мерал